# Morigerati

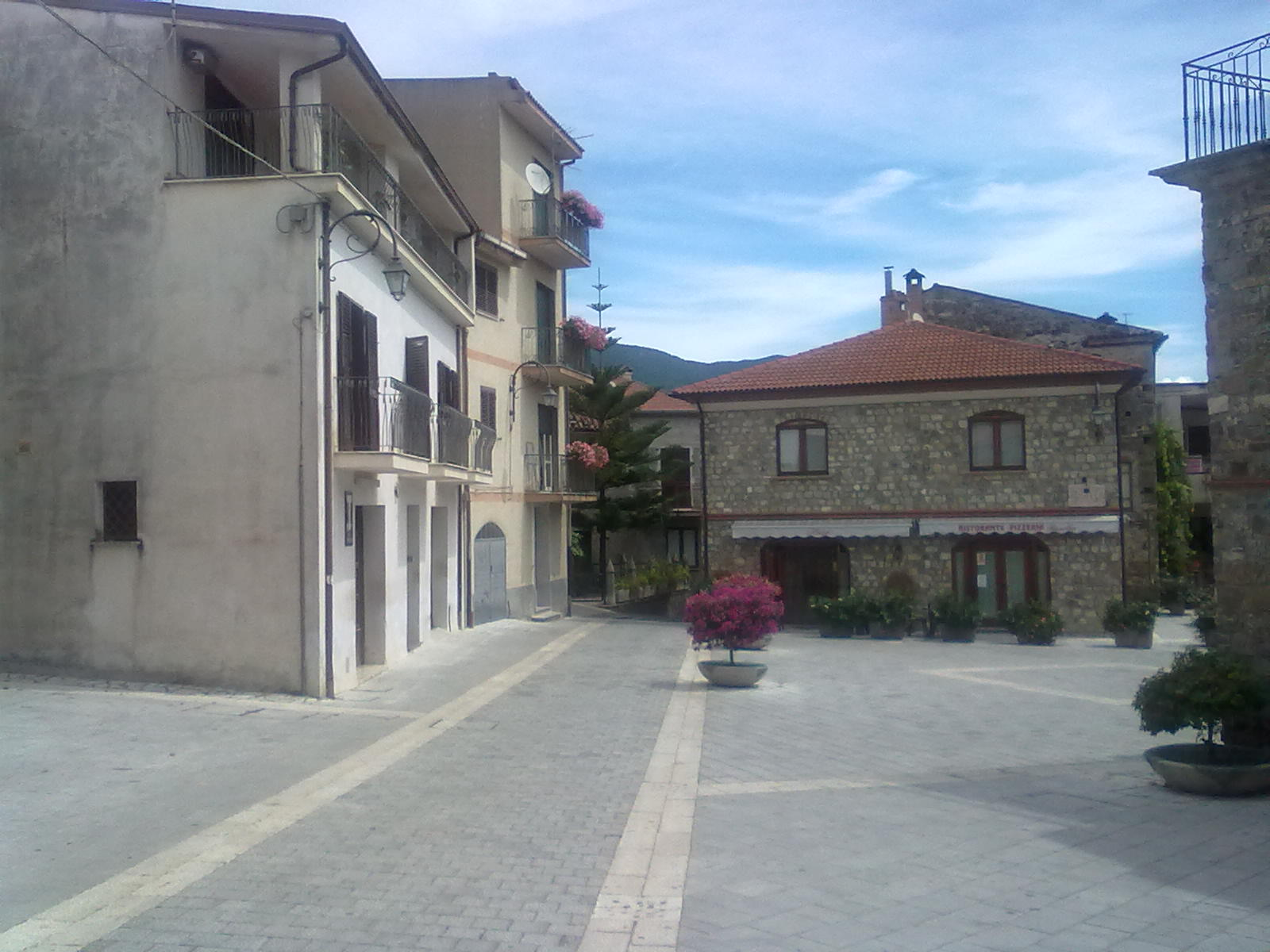
Piazza des Ortsteils Sicilì

Morigerati ist eine italienische Gemeinde mit 594 Einwohnern (Stand 31. Dezember 2023) in der Provinz Salerno in der Region Kampanien. Der Ort ist Teil der Comunità Montana del Bussento und liegt im Nationalpark Cilento und Vallo di Diano.

## Geografie
Der Ort liegt am Fluss Bussento. Die Nachbargemeinden sind Casaletto Spartano, Caselle in Pittari, Santa Marina, Torre Orsaia und Tortorella. Ein weiterer Ortsteil ist Sicilì.

## Sehenswürdigkeiten
Eine Attraktion sind die Grotten des Bussento, der in der Nähe des Ortes nach 5 Kilometern unterirdischen Verlaufs wieder an die Oberfläche tritt.